# 千両街道 (愛知県)
千両街道（ちぎりかいどう）とは、愛知県豊川市の豊川駅前を起点として同市千両町に至る街道である。
千両町から杣坂峠を越え岡崎市宮崎町に至るため、杣坂往還（そまさかおうかん）、宮崎街道とも呼ばれる。

## 概要
千両街道は古くは峠の地名を採って杣坂往還（そまさかおうかん）と呼ばれた。現在では自然地名として杣坂峠という名称が一般の地図にも掲載されている。
千両街道の峠越えは俗に「千両杣坂七曲り」といわれる険しさがあり、その通行は非常に難儀するところがある。1923年（大正12年）には愛知県道豊川亀穴線となり、何度も改修工事が実施されたが、それでも牛馬車の時代には、特殊な装置がなければ通行できないほどの険しさは残った。とくに「大曲り」や「肘曲り」などと名称のついたカーブは難所であった。
杣坂峠を登りきると、眼下には千両の集落が山麓に点在し、さらに豊川市の本野ヶ原一帯や、遠くは三河湾･渥美半島方面までを一望できる。街道は千両から杣坂峠を越え、宮崎町で岡崎市樫山町方面への街道に合流する。さらに北上すれば千万町に突き当たる。

## 通行規制
区間：杣坂峠（豊川市千両町早稲田から岡崎市との市境まで）
次の基準に達したときは道路管理者（愛知県）により通行規制の措置が取られる。
- 時間雨量が40mmに達したとき。
- 連続雨量が150mmに達したとき。

## 接続する路線
- 末広通
- 雨山道

## 該当する現在の県道
- 愛知県道31号東三河環状線（桜木通を含む）
- 愛知県道334号千万町豊川線（但し幾分通りやすいように付け替えを行っているので完全な一致はない）

## 沿線・周辺
- 名鉄豊川線 豊川稲荷駅
- JR飯田線 豊川駅
- 豊川稲荷
- 日本車輌引込線
- 荒古橋
- 豊川市立三蔵子小学校
- 赤根橋